# Belgique au Concours Eurovision de la chanson 1956
La Belgique a participé au premier Concours Eurovision de la chanson en 1956 à Lugano, en Suisse. Deux chansons ont été choisies lors d'une finale nationale organisée par l'Institut national de radiodiffusion (INR).
À la fin du concours, seule la chanson gagnante a été annoncée, les résultats complets ne furent jamais publiés. La position en finale des chansons reste inconnue.

## Processus de sélection
Les chansons Messieurs les noyés de la Seine, chantée par Fud Leclerc, et Le plus beau jour de ma vie, chantée par Mony Marc, ont été choisies.